# Carlos X Gustavo de Suecia
Carlos X Gustavo (Nyköping, 8 de noviembre de 1622-Gotemburgo, 13 de febrero de 1660) fue rey de Suecia (1654-1660), duque de Bremen, príncipe de Verden (1654-1660) y conde del Palatinado-Kleeburg (1652-54) como Carlos Gustavo. Era hijo del conde palatino Juan Casimiro de Zweibrücken-Kleeburg, y de la princesa sueca Catalina Vasa.
Sus cualidades militares se reflejaron en una guerra de conquista contra Polonia, que abarcó casi todo su corto pero importante periodo de gobierno y en la que se involucrarían el Sacro Imperio Romano Germánico, el Zarato ruso, y Dinamarca. En la guerra, Carlos Gustavo pretendía asegurar la predominancia sueca en el Mar Báltico y al mismo tiempo hacerse con el control de territorios alemanes, en especial Prusia. Si bien sus planes de conquistar Polonia y Dinamarca fracasaron, consiguió la cesión de las provincias danesas en el sur de Escandinavia, uno de los mayores éxitos militares en la historia sueca.
Obtuvo fama mundial al cruzar a caballo, con su ejército, los estrechos daneses durante el invierno de principios de 1658.

## Sus primeros años
Carlos Gustavo nació el 8 de noviembre de 1622 en el castillo de Nyköping. Sus padres, el conde palatino Juan Casimiro de Zweibrücken-Kleeburg y Catalina Vasa, hermana del rey Gustavo II Adolfo de Suecia, habían salido de Alemania hacia Suecia durante la guerra de los Treinta Años. Por sus lazos familiares era príncipe de Suecia y heredero del Palatinado-Kleeburg.
En su infancia, la educación de Carlos Gustavo fue dirigida por el canciller Axel Oxenstierna. Su educación fue esencialmente sueca, si bien por el lado paterno había heredado el idioma y las tradiciones de Alemania, así como el interés por los acontecimientos en ese país. Se esperaba que llegado el momento desposase a su prima,Cristina de Suecia, y continuase la carrera militar de su tío, Gustavo Adolfo.
A la muerte del rey Gustavo II Adolfo, la familia de Carlos Gustavo tuvo fricciones con los Oxenstierna, pues la influencia política de esta familia se incrementó considerablemente cuando Axel Oxenstierna se encargó de la regencia por causa de la minoría de edad de la nueva reina, Cristina.
Realizó unos breves estudios en la Universidad de Upsala y luego realizó una vasta gira por Europa en la que visitó Dinamarca, los Países Bajos, Alemania, París, y al ejército de Bernardo de Sajonia-Weimar en Alsacia. Regresó a Estocolmo en 1640, donde residió una corta temporada.

## La guerra de los Treinta Años
De vuelta a Suecia, expresó su deseo de participar con el ejército sueco en la guerra de los Treinta Años. En 1642, partió a Alemania, donde mostró cualidades militares en importantes batallas. Participó en la victoriosa invasión de Jutlandia durante la guerra de Torstenson en 1643, llevó refuerzos a Jorge Rákóczi II en Hungría, y combatió luego en la batalla de Jankov.
En 1645 regresó a Suecia, donde participó activamente en los debates políticos y se constituyó en uno de los más influyentes hombres del reino, además de ganarse las simpatías de la reina, pero no su afecto. La reina lo llamaba «el pequeño burgomaestre»; carente de modales refinados, era bajo y ya estaba fofo. Pálido, tenía labios gruesos y recia mandíbula que le daban un cierto aspecto brutal y testarudo. El cortejo a la reina fue desganado y cesó cuando ésta le prometió hacerle heredero de la corona y nombrarlo jefe de los ejércitos destacados en Alemania.
En enero de 1648, fue nombrado generalísimo del ejército sueco en Alemania. Carlos Gustavo pretendía ganar en la guerra los más grandes honores, pero la firma de la Paz de Westfalia en 1648 se lo impidió. Participó entonces en las negociaciones como representante de su país y en la supervisión del cumplimiento de las condiciones de paz, que se llevaría a cabo en Núremberg en 1650. De esa manera, se hicieron notar sus cualidades militares y diplomáticas. Volvió a Suecia ese mismo año, donde se encontró el poder político dividido entre los viejos consejeros reales y los partidarios de la reina.

## Ascenso al trono
En 1649, pese a la oposición de la nobleza, la reina Cristina, que no se había casado ni tenía hijos, nombró a Carlos Gustavo su sucesor. En 1650, Cristina logró que el parlamento reconociera a Carlos Gustavo y a sus futuros descendientes como herederos de la corona. En estas circunstancias, Carlos Gustavo se mantuvo al margen de la política y prefirió aislarse en el castillo de Borgholm, en la isla Öland, mientras esperaba tomar posesión del trono. El 6 de junio de 1654, Cristina de Suecia renunció a la corona en Upsala y abdicó a favor de Carlos Gustavo, quien fue investido nuevo rey el mismo día con el nombre de Carlos X Gustavo. La hacienda sueca se encontraba entonces agotada, y para solucionar el problema financiero, el nuevo rey recurrió a la guerra. Descartó intervenir en Bremen, ducado episcopal cuyos habitantes añoraban la autonomía de la que habían gozado bajo sus antiguos señores y sobrellevaban mal la nueva autoridad sueca, y en el Ducado de Jülich, como deseaba el gobierno francés encabezado por Mazarino, al que Carlos Gustavo fue hostil durante todo su reinado. El rey optó por atacar Dinamarca, el tradicional enemigo de Suecia, pero la coyuntura en Polonia-Lituania le hizo cambiar de parecer y agredir a esta.
Carlos Gustavo había procreado un hijo antes de ascender al trono. Después de convertirse en rey, se apresuró a casarse con Eduvigis Leonor de Holstein-Gottorp. El matrimonio tenía motivos políticos, pues el duque Federico III de Holstein-Gottorp era un enemigo de Dinamarca y buscaba el apoyo sueco.

## La guerra contra Polonia

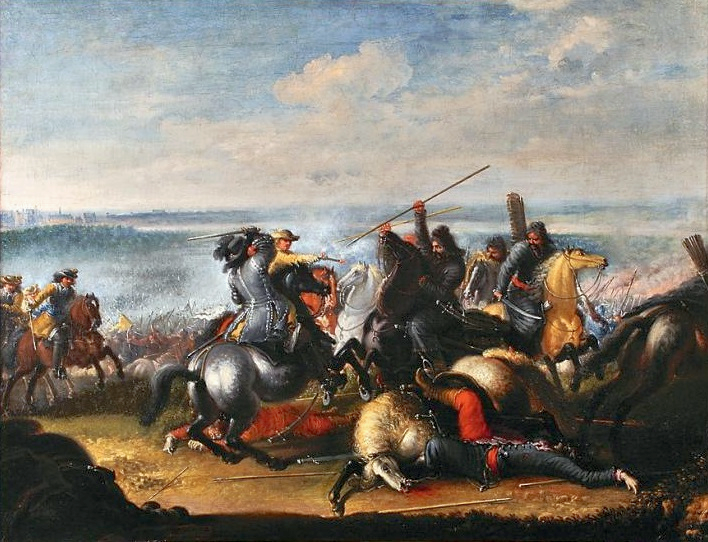
Carlos X Gustavo en la batalla de Varsovia de 1656. Pintura de Johann Phillip Lemke.

Un año después de haber sido nombrado rey, Carlos X Gustavo emprendió una guerra contra Polonia, el reino que entonces gobernaba la dinastía Vasa, que desde Segismundo III de Polonia pretendía hacerse del control de Suecia por motivos hereditarios. Polonia, no obstante, se encontraba seriamente debilitada debido a las insurrecciones de los cosacos, quienes se aliaron al zar Alejo I de Rusia y propiciaron la intervención de este en territorio polaco en el verano de 1654. La intervención rusa representaba una amenaza para el predominio sueco en el mar Báltico. El rey Carlos X Gustavo se mantuvo a la expectativa al comienzo de la guerra, pero el avance ruso amenazó con rodear a Livonia, entonces posesión sueca, por lo que el rey sueco decidió intervenir en Polonia a finales de 1654.
Carlos X Gustavo pretendía no solo conquistar Polonia, sino también mantener su predominio en el Mar Báltico y su influencia en la Europa nororiental, efectiva tras la guerra de los Treinta Años.
La campaña fue exitosa en sus inicios, en poco tiempo el monarca ocupó la mayor parte de Polonia y se apoderó de la capital, Varsovia, mientras el rey polaco, Juan II Casimiro, hubo de huir a Silesia.
La invasión sueca, llena de excesos contra la población civil polaca, generó descontento y pronto se encontró con una fuerte resistencia, inspirada en motivos nacionalistas y religiosos. Esta resistencia de los polacos alcanzó gran expresión en el sitio que los suecos pusieron al monasterio de Czestochowa, que habrían de abandonar después de setenta días de resistencia. En octubre de 1655 regresó el monarca polaco y reorganizó el ejército. Carlos X Gustavo consideró entonces repartir Polonia entre Suecia y otros países enemigos de los polacos, pretendiendo tener a Prusia bajo dominio sueco, un territorio ambicionado desde el rey Gustavo II Adolfo.
En esta coyuntura, Carlos X Gustavo se alió con el príncipe elector Federico Guillermo de Brandeburgo, duque de Prusia Oriental y hasta entonces vasallo del rey polaco. Mediante un tratado firmado en Königsberg en enero de 1656, Federico Guillermo aceptó prestar ayuda militar al ejército sueco, al tiempo que reconocía a Carlos X Gustavo como soberano de Prusia. Con la alianza de Brandeburgo, Carlos X Gustavo continuó con la conquista de Polonia, que se había tornado para entonces más difícil, debido a la organización de la población en guerrillas. A esta problemática se añadieron nuevos actores en el conflicto. Los rusos, que pretendían controlar una parte oriental de Polonia, pronto vieron un enemigo en Carlos X Gustavo y decidieron invadir la Livonia sueca en junio de 1656. Por otro lado, los Países Bajos ejercieron una fuerte presión a la campaña sueca, al ver un posible daño a sus intereses comerciales en el mar Báltico. Además, Carlos X Gustavo se vio amenazado por otros viejos enemigos, Dinamarca y el Sacro Imperio Romano Germánico. 
El 21 de junio de 1656, los polacos retomaron Varsovia, pero Carlos X Gustavo, haciendo alarde de su capacidad militar, recobró la ciudad peleando contra un ejército polaco muy superior en número, en una batalla de tres días (18-20 de julio de 1656). Pese a algunos sonados éxitos que elevaron la reputación del rey sueco en toda Europa, Carlos X Gustavo no pudo sofocar la sublevación polaca. El príncipe elector Federico Guillermo de Brandeburgo, desconfiado de la creciente influencia sueca en la zona, y al ver peligrar sus intereses, decidió acercarse al rey de Polonia. Ante la posible pérdida de su aliado, Carlos X Gustavo se vio obligado a pactar con Federico Guillermo, mediante el tratado de Labiau el 20 de noviembre de 1656, la renuncia de Suecia al Ducado de Prusia, que permanecería en manos de Brandeburgo, y a ratificar una alianza militar con ese Estado. El curso de la guerra, después de unas fallidas negociaciones, permanecería relativamente estancado, y Carlos X Gustavo se vio envuelto en un conflicto internacional con la intromisión del Zarato ruso en Livonia, con la alianza entre el rey de Polonia y el emperador alemán, Fernando III, en mayo de 1657, y con la amenaza de Dinamarca, que se hizo realidad cuando este país declaró la guerra a Suecia en junio de 1657. La costosa guerra polaca no solo había fracasado, sino que había originado una coalición contra Suecia.

## Primera guerra contra Dinamarca

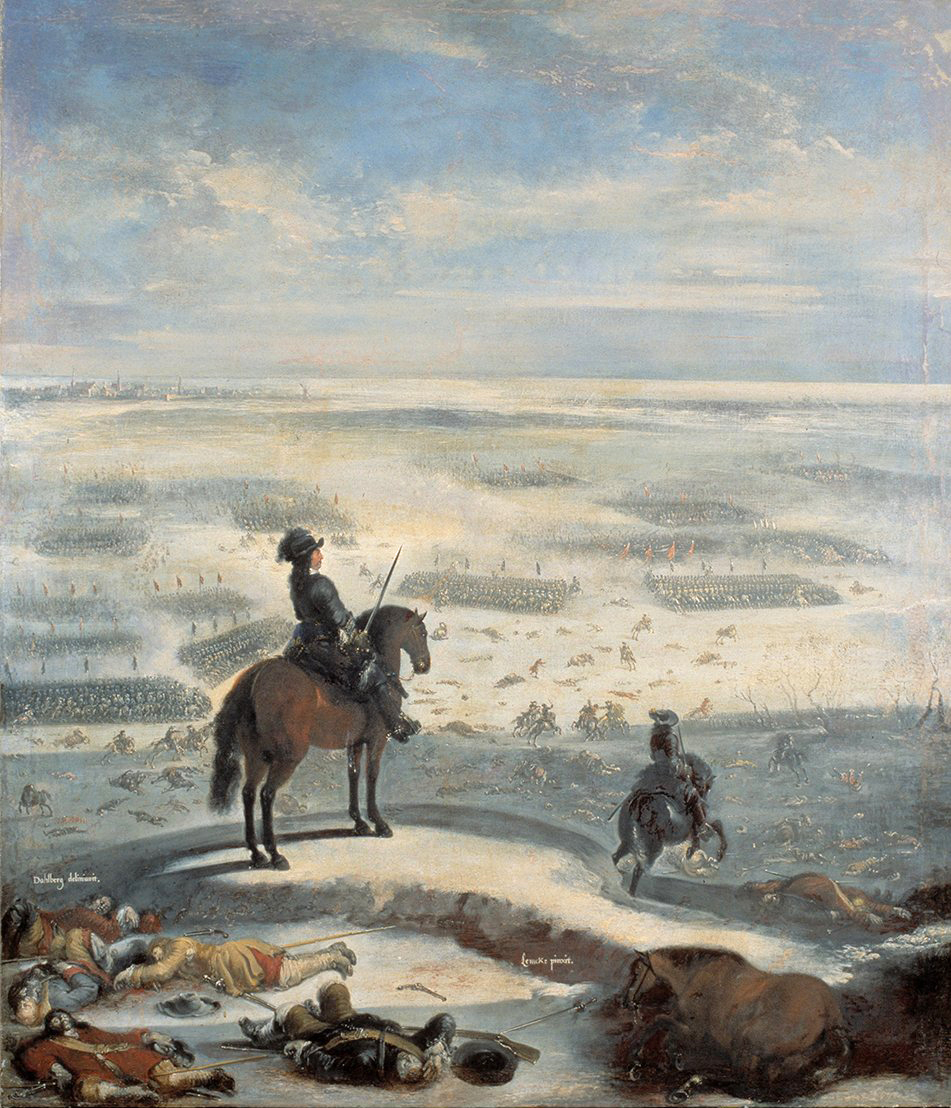
Carlos X Gustavo en la marcha sobre los Belts.

La alianza entre Polonia y Dinamarca y la declaración de guerra de esta última a Suecia desviaron el escenario bélico hacia tierras danesas, tras haber dejado Carlos X Gustavo un contingente militar en Polonia. A finales de junio de 1657, el monarca partió de Pomerania hacia el ducado de Holstein-Gottorp, aliado de Suecia, a la cabeza de 8000 veteranos. Durante la campaña danesa, el príncipe Federico Guillermo de Brandeburgo aprovechó para cambiarse de bando e integrar una alianza con Polonia y Austria.
Desde finales de verano de 1657, comenzó la conquista de la península de Jutlandia, la cual concluiría en el otoño. Un invierno especialmente frío congelaría los estrechos del Pequeño Belt y del Gran Belt, y éstos sirvieron de paso para el ejército sueco hacia la conquista de las islas danesas durante enero y febrero de 1658. En esas circunstancias aciagas para Dinamarca, se firmó la paz de Roskilde el 26 de febrero de 1658. En virtud del tratado de paz, Suecia recibió las provincias danesas de Escania, Halland, Blekinge y la isla Bornholm, así como las provincias noruegas de Bohuslän y Trondheim. Carlos X Gustavo obligó entonces al rey danés a que pactase un tratado de amistad, que sería el principio de un intento del monarca sueco de una alianza política entre ambos reinos. La guerra contra Dinamarca había sido rápida y muy beneficiosa para Suecia, gracias al talento militar de Carlos X Gustavo, favorecido además por las condiciones meteorológicas.

## Preparativos para una intervención en Alemania
Después de neutralizar a Dinamarca, aún quedaban dos importantes enemigos: Polonia y Austria, así como el antiguo aliado de Suecia, Brandeburgo. En un ambiente de crisis en el Sacro Imperio Romano Germánico, la sucesión imperial fue motivo de disputa entre los Estados alemanes, una parte de los cuales, apoyada por Francia, no deseaba la permanencia de los Habsburgo en el trono. Así, Carlos X Gustavo buscaba una alianza con los enemigos de esa casa real para hacer efectiva una intervención militar sueca en Alemania.
Pero la campaña en Alemania no se llevaría a cabo. Por un lado, en julio de 1658 fue elegido Leopoldo I de Habsburgo como nuevo emperador, tras negociaciones con Francia y los Estados opositores. Las negociaciones de Carlos X Gustavo para lograr apoyo en Alemania fracasaron. Paralelamente, el rey sueco desvió su atención nuevamente hacia Dinamarca, pues este país se mostraba renuente a cumplir todas las demandas suecas de la Paz de Roskilde.

## Segunda guerra contra Dinamarca

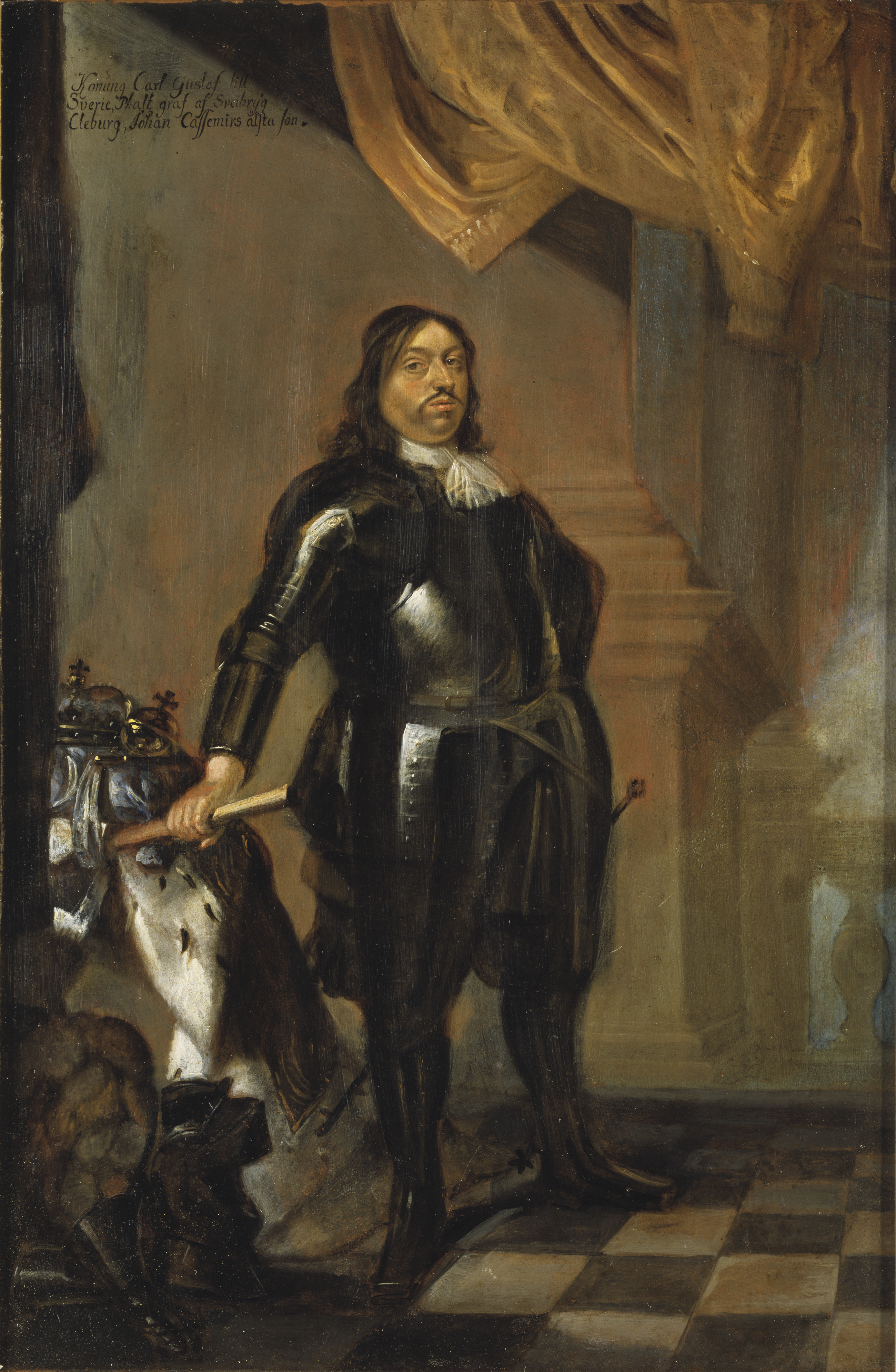
Retrato de Carlos X Gustavo, atribuido aAbraham Wuchters.

Esta vez, la guerra pondría en peligro la misma existencia de Dinamarca, país que Carlos X Gustavo pretendía anexarse. En esta guerra, Carlos X Gustavo se centró en la conquista de las islas danesas, y en especial de la capital, Copenhague. La segunda guerra contra Dinamarca, no obstante, no sería tan rápida como la primera. Copenhague fue asistida por una flota neerlandesa en octubre de 1658, y el asalto que realizó Carlos X Gustavo a la ciudad en febrero de 1659 fracasó estrepitosamente. Los ejércitos de Polonia, Austria y Brandeburgo rodearon las posesiones suecas en Pomerania y Prusia, pretendiendo empujar al ejército sueco hacia la península de Jutlandia. Las circunstancias de la guerra amenazaban con aislar a Carlos X Gustavo en las islas danesas, sobre todo cuando los daneses, asistidos por buques holandeses y tropas polacas, austríacas y de Brandeburgo, aplastaron a los suecos en Nyborg, en la isla de Fionia, en noviembre de 1659. Ante la embestida del enemigo haciaSelandia, Carlos X Gustavo tuvo que entablar negociaciones de paz con Dinamarca y Polonia. El rey sueco trató de presionar a Dinamarca con una eventual invasión de tropas suecas hacia Noruega, a fin de no perder lo ganado en la Paz de Roskilde.
Durante las negociaciones de paz, Carlos X Gustavo regresó a Suecia, donde se reuniría con elparlamento en Gotemburgo en enero de 1660. En esas reuniones, se analizó la posición de Suecia en las negociaciones de paz. En su estancia en Gotemburgo, el soberano enfermó de manera súbita, y después de escasos días falleció, la noche entre el 12 y el 13 de febrero de 1660.
Sus funerales fueron llevados a cabo con gran solemnidad en el otoño de 1660, en Estocolmo. Sus restos reposan en la Iglesia de Riddarholmen, en la capital de Suecia.

## Descendencia
Carlos X Gustavo se casó el 24 de octubre de 1654 con Eduvigis Leonor de Holstein-Gottorp. Antes del matrimonio, había procreado un hijo con Brígida Allerts, la hija de un miembro del consejo real.
Hijo con Brígida Allerts:
1. Gustavo Carlson (1647-1708).

Hijo con Eduviges Leonor de Holstein-Gottorp:
1. Carlos XI (1655-1697), rey de Suecia.

## Ancestros
| \| \| \| \| \| \| \| \| \| \| \| \| \| \| \| \| \| \| \| \| 16. Conde palatino Luis II de Zweibrücken \| \| \| \| \| \| \| \| \| \| \| \| \| \| \| \| \| \| \| \| \| \| \| \| \| \| \| \| \| \| \| \| \| \| \| \| \| \| \| \| \| \| \| \| \| \| \| \| \| \| \| \| \| \| 8. Conde palatino Wolfgang de Zweibrücken \| \| \| \| \| \| \| \| \| \| \| \| \| \| \| \| \| \| \| \| \| \| \| \| \| \| \| \| \| \| \| \| \| \| \| \| \| \| \| \| \| \| \| \| \| \| \| \| \| \| \| \| \| \| 17. Isabel de Hesse \| \| \| \| \| \| \| \| \| \| \| \| \| \| \| \| \| \| \| \| \| \| \| \| \| \| \| \| \| \| \| \| \| \| \| \| \| \| \| \| \| \| \| \| \| \| \| \| \| \| \| \| \| \| 4. Conde palatino Juan I de Zweibrücken \| \| \| \| \| \| \| \| \| \| \| \| \| \| \| \| \| \| \| \| \| \| \| \| \| \| \| \| \| \| \| \| \| \| \| \| \| \| \| \| \| \| \| \| \| \| \| \| \| \| \| \| \| \| 18. Landgrave Felipe I de Hesse \| \| \| \| \| \| \| \| \| \| \| \| \| \| \| \| \| \| \| \| \| \| \| \| \| \| \| \| \| \| \| \| \| \| \| \| \| \| \| \| \| \| \| \| \| \| \| \| \| \| \| \| \| \| 9. Ana de Hesse \| \| \| \| \| \| \| \| \| \| \| \| \| \| \| \| \| \| \| \| \| \| \| \| \| \| \| \| \| \| \| \| \| \| \| \| \| \| \| \| \| \| \| \| \| \| \| \| \| \| \| \| \| \| 19. Cristina de Sajonia \| \| \| \| \| \| \| \| \| \| \| \| \| \| \| \| \| \| \| \| \| \| \| \| \| \| \| \| \| \| \| \| \| \| \| \| \| \| \| \| \| \| \| \| \| \| \| \| \| \| \| \| \| \| 2. Conde palatino Juan Casimiro de Zweibrücken-Kleeburg \| \| \| \| \| \| \| \| \| \| \| \| \| \| \| \| \| \| \| \| \| \| \| \| \| \| \| \| \| \| \| \| \| \| \| \| \| \| \| \| \| \| \| \| \| \| \| \| \| \| \| \| \| \| 20. Duque Juan III de Cléveris \| \| \| \| \| \| \| \| \| \| \| \| \| \| \| \| \| \| \| \| \| \| \| \| \| \| \| \| \| \| \| \| \| \| \| \| \| \| \| \| \| \| \| \| \| \| \| \| \| \| \| \| \| \| 10. Duque Guillermo de Jülich-Cléveris-Berg \| \| \| \| \| \| \| \| \| \| \| \| \| \| \| \| \| \| \| \| \| \| \| \| \| \| \| \| \| \| \| \| \| \| \| \| \| \| \| \| \| \| \| \| \| \| \| \| \| \| \| \| \| \| 21. María de Jülich-Berg \| \| \| \| \| \| \| \| \| \| \| \| \| \| \| \| \| \| \| \| \| \| \| \| \| \| \| \| \| \| \| \| \| \| \| \| \| \| \| \| \| \| \| \| \| \| \| \| \| \| \| \| \| \| 5. Magdalena de Jülich-Cléveris-Berg \| \| \| \| \| \| \| \| \| \| \| \| \| \| \| \| \| \| \| \| \| \| \| \| \| \| \| \| \| \| \| \| \| \| \| \| \| \| \| \| \| \| \| \| \| \| \| \| \| \| \| \| \| \| 22. Fernando I del Sacro Imperio Romano Germánico \| \| \| \| \| \| \| \| \| \| \| \| \| \| \| \| \| \| \| \| \| \| \| \| \| \| \| \| \| \| \| \| \| \| \| \| \| \| \| \| \| \| \| \| \| \| \| \| \| \| \| \| \| \| 11. Archiduquesa María de Habsburgo-Jagellón \| \| \| \| \| \| \| \| \| \| \| \| \| \| \| \| \| \| \| \| \| \| \| \| \| \| \| \| \| \| \| \| \| \| \| \| \| \| \| \| \| \| \| \| \| \| \| \| \| \| \| \| \| \| 23. Ana Jagellón de Hungría y Bohemia \| \| \| \| \| \| \| \| \| \| \| \| \| \| \| \| \| \| \| \| \| \| \| \| \| \| \| \| \| \| \| \| \| \| \| \| \| \| \| \| \| \| \| \| \| \| \| \| \| \| \| \| \| \| 1. Carlos X Gustavo de Suecia \| \| \| \| \| \| \| \| \| \| \| \| \| \| \| \| \| \| \| \| \| \| \| \| \| \| \| \| \| \| \| \| \| \| \| \| \| \| \| \| \| \| \| \| \| \| \| \| \| \| \| \| \| \| 24. Erik Johansson Vasa \| \| \| \| \| \| \| \| \| \| \| \| \| \| \| \| \| \| \| \| \| \| \| \| \| \| \| \| \| \| \| \| \| \| \| \| \| \| \| \| \| \| \| \| \| \| \| \| \| \| \| \| \| \| 12. Gustavo I de Suecia \| \| \| \| \| \| \| \| \| \| \| \| \| \| \| \| \| \| \| \| \| \| \| \| \| \| \| \| \| \| \| \| \| \| \| \| \| \| \| \| \| \| \| \| \| \| \| \| \| \| \| \| \| \| 25. Cecilia Månsdotter \| \| \| \| \| \| \| \| \| \| \| \| \| \| \| \| \| \| \| \| \| \| \| \| \| \| \| \| \| \| \| \| \| \| \| \| \| \| \| \| \| \| \| \| \| \| \| \| \| \| \| \| \| \| 6. Carlos IX de Suecia \| \| \| \| \| \| \| \| \| \| \| \| \| \| \| \| \| \| \| \| \| \| \| \| \| \| \| \| \| \| \| \| \| \| \| \| \| \| \| \| \| \| \| \| \| \| \| \| \| \| \| \| \| \| 26. Erik Abrahamsson Leijonhufvud \| \| \| \| \| \| \| \| \| \| \| \| \| \| \| \| \| \| \| \| \| \| \| \| \| \| \| \| \| \| \| \| \| \| \| \| \| \| \| \| \| \| \| \| \| \| \| \| \| \| \| \| \| \| 13. Margarita Leijonhufvud \| \| \| \| \| \| \| \| \| \| \| \| \| \| \| \| \| \| \| \| \| \| \| \| \| \| \| \| \| \| \| \| \| \| \| \| \| \| \| \| \| \| \| \| \| \| \| \| \| \| \| \| \| \| 27. Ebba Eriksdotter Vasa \| \| \| \| \| \| \| \| \| \| \| \| \| \| \| \| \| \| \| \| \| \| \| \| \| \| \| \| \| \| \| \| \| \| \| \| \| \| \| \| \| \| \| \| \| \| \| \| \| \| \| \| \| \| 3. Catalina de Suecia \| \| \| \| \| \| \| \| \| \| \| \| \| \| \| \| \| \| \| \| \| \| \| \| \| \| \| \| \| \| \| \| \| \| \| \| \| \| \| \| \| \| \| \| \| \| \| \| \| \| \| \| \| \| 28. Elector Federico III del Palatinado \| \| \| \| \| \| \| \| \| \| \| \| \| \| \| \| \| \| \| \| \| \| \| \| \| \| \| \| \| \| \| \| \| \| \| \| \| \| \| \| \| \| \| \| \| \| \| \| \| \| \| \| \| \| 14. Elector Luis VI del Palatinado \| \| \| \| \| \| \| \| \| \| \| \| \| \| \| \| \| \| \| \| \| \| \| \| \| \| \| \| \| \| \| \| \| \| \| \| \| \| \| \| \| \| \| \| \| \| \| \| \| \| \| \| \| \| 29. María de Brandeburgo-Kulmbach \| \| \| \| \| \| \| \| \| \| \| \| \| \| \| \| \| \| \| \| \| \| \| \| \| \| \| \| \| \| \| \| \| \| \| \| \| \| \| \| \| \| \| \| \| \| \| \| \| \| \| \| \| \| 7. María del Palatinado \| \| \| \| \| \| \| \| \| \| \| \| \| \| \| \| \| \| \| \| \| \| \| \| \| \| \| \| \| \| \| \| \| \| \| \| \| \| \| \| \| \| \| \| \| \| \| \| \| \| \| \| \| \| 30. Landgrave Felipe I de Hesse (= 18) \| \| \| \| \| \| \| \| \| \| \| \| \| \| \| \| \| \| \| \| \| \| \| \| \| \| \| \| \| \| \| \| \| \| \| \| \| \| \| \| \| \| \| \| \| \| \| \| \| \| \| \| \| \| 15. Isabel de Hesse \| \| \| \| \| \| \| \| \| \| \| \| \| \| \| \| \| \| \| \| \| \| \| \| \| \| \| \| \| \| \| \| \| \| \| \| \| \| \| \| \| \| \| \| \| \| \| \| \| \| \| \| \| \| 31. Cristina de Sajonia (= 19) \| \| \| \| \| \| \| \| \| \| \| \| \| \| \| \| \| \| \| \| \| \| \| \| \| \| \| \| \| \| \| \| \| \| \| \| \| \| \| \| \| \| \| \| \| \| \| \| \| \| \| \| |                                                         |  |  |  |  |  |  |  |  |  |  |  |  |  |  |  |
| |                                                         |  |  |  |  |  |  |  |  |  |  |  |  |  |  |  |
| | 16. Conde palatino Luis II de Zweibrücken               |  |  |  |  |  |  |  |  |  |  |  |  |  |  |  |
| |                                                         |  |  |  |  |  |  |  |  |  |  |  |  |  |  |  |
| |                                                         |  |  |  |  |  |  |  |  |  |  |  |  |  |  |  |
| | 8. Conde palatino Wolfgang de Zweibrücken               |  |  |  |  |  |  |  |  |  |  |  |  |  |  |  |
| |                                                         |  |  |  |  |  |  |  |  |  |  |  |  |  |  |  |
| |                                                         |  |  |  |  |  |  |  |  |  |  |  |  |  |  |  |
| | 17. Isabel de Hesse                                     |  |  |  |  |  |  |  |  |  |  |  |  |  |  |  |
| |                                                         |  |  |  |  |  |  |  |  |  |  |  |  |  |  |  |
| |                                                         |  |  |  |  |  |  |  |  |  |  |  |  |  |  |  |
| | 4. Conde palatino Juan I de Zweibrücken                 |  |  |  |  |  |  |  |  |  |  |  |  |  |  |  |
| |                                                         |  |  |  |  |  |  |  |  |  |  |  |  |  |  |  |
| |                                                         |  |  |  |  |  |  |  |  |  |  |  |  |  |  |  |
| | 18. Landgrave Felipe I de Hesse                         |  |  |  |  |  |  |  |  |  |  |  |  |  |  |  |
| |                                                         |  |  |  |  |  |  |  |  |  |  |  |  |  |  |  |
| |                                                         |  |  |  |  |  |  |  |  |  |  |  |  |  |  |  |
| | 9. Ana de Hesse                                         |  |  |  |  |  |  |  |  |  |  |  |  |  |  |  |
| |                                                         |  |  |  |  |  |  |  |  |  |  |  |  |  |  |  |
| |                                                         |  |  |  |  |  |  |  |  |  |  |  |  |  |  |  |
| | 19. Cristina de Sajonia                                 |  |  |  |  |  |  |  |  |  |  |  |  |  |  |  |
| |                                                         |  |  |  |  |  |  |  |  |  |  |  |  |  |  |  |
| |                                                         |  |  |  |  |  |  |  |  |  |  |  |  |  |  |  |
| | 2. Conde palatino Juan Casimiro de Zweibrücken-Kleeburg |  |  |  |  |  |  |  |  |  |  |  |  |  |  |  |
| |                                                         |  |  |  |  |  |  |  |  |  |  |  |  |  |  |  |
| |                                                         |  |  |  |  |  |  |  |  |  |  |  |  |  |  |  |
| | 20. Duque Juan III de Cléveris                          |  |  |  |  |  |  |  |  |  |  |  |  |  |  |  |
| |                                                         |  |  |  |  |  |  |  |  |  |  |  |  |  |  |  |
| |                                                         |  |  |  |  |  |  |  |  |  |  |  |  |  |  |  |
| | 10. Duque Guillermo de Jülich-Cléveris-Berg             |  |  |  |  |  |  |  |  |  |  |  |  |  |  |  |
| |                                                         |  |  |  |  |  |  |  |  |  |  |  |  |  |  |  |
| |                                                         |  |  |  |  |  |  |  |  |  |  |  |  |  |  |  |
| | 21. María de Jülich-Berg                                |  |  |  |  |  |  |  |  |  |  |  |  |  |  |  |
| |                                                         |  |  |  |  |  |  |  |  |  |  |  |  |  |  |  |
| |                                                         |  |  |  |  |  |  |  |  |  |  |  |  |  |  |  |
| | 5. Magdalena de Jülich-Cléveris-Berg                    |  |  |  |  |  |  |  |  |  |  |  |  |  |  |  |
| |                                                         |  |  |  |  |  |  |  |  |  |  |  |  |  |  |  |
| |                                                         |  |  |  |  |  |  |  |  |  |  |  |  |  |  |  |
| | 22. Fernando I del Sacro Imperio Romano Germánico       |  |  |  |  |  |  |  |  |  |  |  |  |  |  |  |
| |                                                         |  |  |  |  |  |  |  |  |  |  |  |  |  |  |  |
| |                                                         |  |  |  |  |  |  |  |  |  |  |  |  |  |  |  |
| | 11. Archiduquesa María de Habsburgo-Jagellón            |  |  |  |  |  |  |  |  |  |  |  |  |  |  |  |
| |                                                         |  |  |  |  |  |  |  |  |  |  |  |  |  |  |  |
| |                                                         |  |  |  |  |  |  |  |  |  |  |  |  |  |  |  |
| | 23. Ana Jagellón de Hungría y Bohemia                   |  |  |  |  |  |  |  |  |  |  |  |  |  |  |  |
| |                                                         |  |  |  |  |  |  |  |  |  |  |  |  |  |  |  |
| |                                                         |  |  |  |  |  |  |  |  |  |  |  |  |  |  |  |
| | 1. Carlos X Gustavo de Suecia                           |  |  |  |  |  |  |  |  |  |  |  |  |  |  |  |
| |                                                         |  |  |  |  |  |  |  |  |  |  |  |  |  |  |  |
| |                                                         |  |  |  |  |  |  |  |  |  |  |  |  |  |  |  |
| | 24. Erik Johansson Vasa                                 |  |  |  |  |  |  |  |  |  |  |  |  |  |  |  |
| |                                                         |  |  |  |  |  |  |  |  |  |  |  |  |  |  |  |
| |                                                         |  |  |  |  |  |  |  |  |  |  |  |  |  |  |  |
| | 12. Gustavo I de Suecia                                 |  |  |  |  |  |  |  |  |  |  |  |  |  |  |  |
| |                                                         |  |  |  |  |  |  |  |  |  |  |  |  |  |  |  |
| |                                                         |  |  |  |  |  |  |  |  |  |  |  |  |  |  |  |
| | 25. Cecilia Månsdotter                                  |  |  |  |  |  |  |  |  |  |  |  |  |  |  |  |
| |                                                         |  |  |  |  |  |  |  |  |  |  |  |  |  |  |  |
| |                                                         |  |  |  |  |  |  |  |  |  |  |  |  |  |  |  |
| | 6. Carlos IX de Suecia                                  |  |  |  |  |  |  |  |  |  |  |  |  |  |  |  |
| |                                                         |  |  |  |  |  |  |  |  |  |  |  |  |  |  |  |
| |                                                         |  |  |  |  |  |  |  |  |  |  |  |  |  |  |  |
| | 26. Erik Abrahamsson Leijonhufvud                       |  |  |  |  |  |  |  |  |  |  |  |  |  |  |  |
| |                                                         |  |  |  |  |  |  |  |  |  |  |  |  |  |  |  |
| |                                                         |  |  |  |  |  |  |  |  |  |  |  |  |  |  |  |
| | 13. Margarita Leijonhufvud                              |  |  |  |  |  |  |  |  |  |  |  |  |  |  |  |
| |                                                         |  |  |  |  |  |  |  |  |  |  |  |  |  |  |  |
| |                                                         |  |  |  |  |  |  |  |  |  |  |  |  |  |  |  |
| | 27. Ebba Eriksdotter Vasa                               |  |  |  |  |  |  |  |  |  |  |  |  |  |  |  |
| |                                                         |  |  |  |  |  |  |  |  |  |  |  |  |  |  |  |
| |                                                         |  |  |  |  |  |  |  |  |  |  |  |  |  |  |  |
| | 3. Catalina de Suecia                                   |  |  |  |  |  |  |  |  |  |  |  |  |  |  |  |
| |                                                         |  |  |  |  |  |  |  |  |  |  |  |  |  |  |  |
| |                                                         |  |  |  |  |  |  |  |  |  |  |  |  |  |  |  |
| | 28. Elector Federico III del Palatinado                 |  |  |  |  |  |  |  |  |  |  |  |  |  |  |  |
| |                                                         |  |  |  |  |  |  |  |  |  |  |  |  |  |  |  |
| |                                                         |  |  |  |  |  |  |  |  |  |  |  |  |  |  |  |
| | 14. Elector Luis VI del Palatinado                      |  |  |  |  |  |  |  |  |  |  |  |  |  |  |  |
| |                                                         |  |  |  |  |  |  |  |  |  |  |  |  |  |  |  |
| |                                                         |  |  |  |  |  |  |  |  |  |  |  |  |  |  |  |
| | 29. María de Brandeburgo-Kulmbach                       |  |  |  |  |  |  |  |  |  |  |  |  |  |  |  |
| |                                                         |  |  |  |  |  |  |  |  |  |  |  |  |  |  |  |
| |                                                         |  |  |  |  |  |  |  |  |  |  |  |  |  |  |  |
| | 7. María del Palatinado                                 |  |  |  |  |  |  |  |  |  |  |  |  |  |  |  |
| |                                                         |  |  |  |  |  |  |  |  |  |  |  |  |  |  |  |
| |                                                         |  |  |  |  |  |  |  |  |  |  |  |  |  |  |  |
| | 30. Landgrave Felipe I de Hesse (= 18)                  |  |  |  |  |  |  |  |  |  |  |  |  |  |  |  |
| |                                                         |  |  |  |  |  |  |  |  |  |  |  |  |  |  |  |
| |                                                         |  |  |  |  |  |  |  |  |  |  |  |  |  |  |  |
| | 15. Isabel de Hesse                                     |  |  |  |  |  |  |  |  |  |  |  |  |  |  |  |
| |                                                         |  |  |  |  |  |  |  |  |  |  |  |  |  |  |  |
| |                                                         |  |  |  |  |  |  |  |  |  |  |  |  |  |  |  |
| | 31. Cristina de Sajonia (= 19)                          |  |  |  |  |  |  |  |  |  |  |  |  |  |  |  |
| |                                                         |  |  |  |  |  |  |  |  |  |  |  |  |  |  |  |
| |                                                         |  |  |  |  |  |  |  |  |  |  |  |  |  |  |  |